# Studzienice (Bytów)
Pour les articles homonymes, voir Studzienice.
Studzienice est une localité polonaise, siège de la gmina rurale de Studzienice située dans le powiat de Bytów en voïvodie de Poméranie. Elle se trouve à environ 7 km au sud-est de Bytów et 76 km au sud-ouest de la capitale régionale Gdańsk.

## Géographie

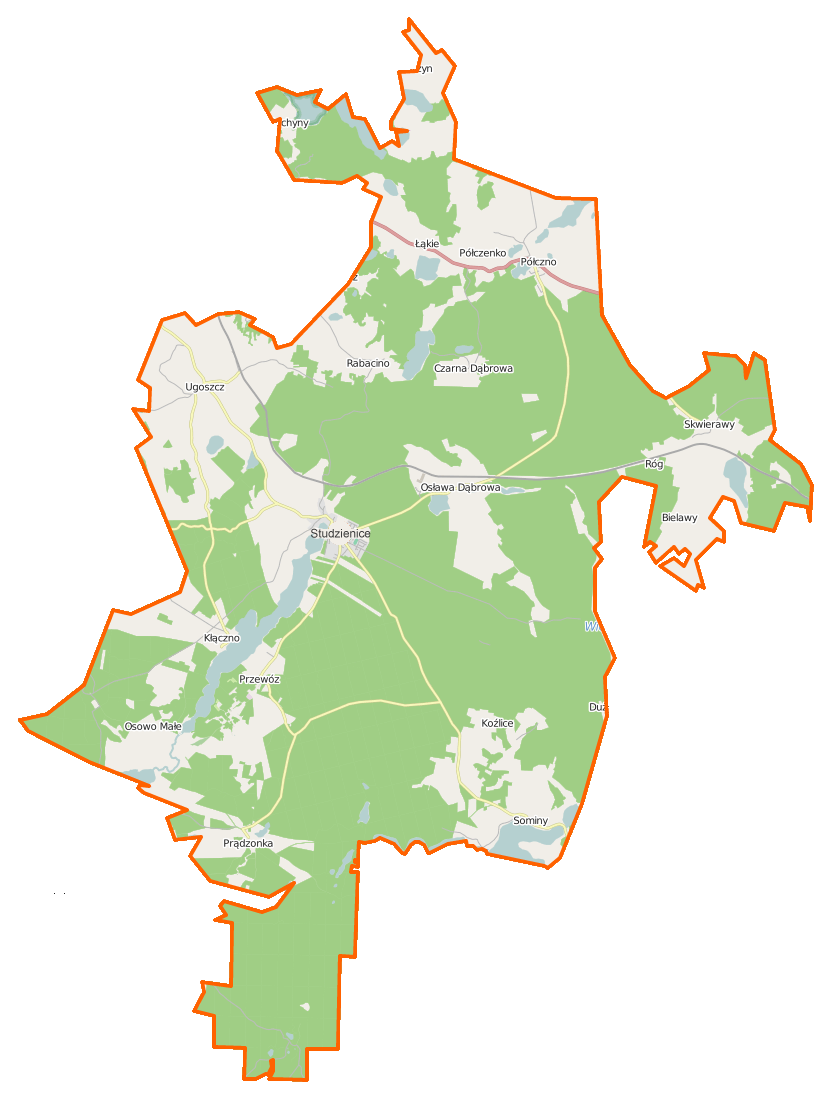
Carte de la gmina de Studzienice.